# William Guerra
William Guerra (Detroit, 24 febbraio 1968) è un ex calciatore sammarinese, di ruolo difensore.

## Carriera

### Club
Comincia nel 1992 nel San Marino. Nel 1995 passa alla Juvenes/Dogana mentre nel 1996 fa ritorno al San Marino. La stagione successiva riveste la maglia della Juvenes/Dogana per approdare nel 2000 al Pennarossa dove chiude la carriera.

### Nazionale
Con la maglia del San Marino ha giocato 38 partite tra amichevoli e qualificazione al campionato europeo e al campionato mondiale.